# Omid Taslimi
Omid Martin Parwiz Taslimi (* 12. Mai 1986 in Basel) ist ein schweizerisch-iranischer Filmemacher und Fotograf.

## Biografie
Taslimi ist gelernter Schreiner und Tontechniker. Seine Mutter ist gebürtige Schweizerin, sein Vater wurde in Teheran geboren, wo er kurz vor der Islamischen Revolution nach Europa auswanderte. Taslimi hat einen Bruder und eine Schwester.
Nach seiner Ausbildung zum Schreiner besuchte er die Tontechnikschule TTS in Schönenwerd und praktizierte in einem Basler Filmstudio. Im Herbst 2015 drehte Taslimi im Alter von 29 Jahren seinen Debüt-Film, den 90-minütigen Dokumentarfilm Be aware and share, der im Januar 2016 im Theater Basel seine Premiere hatte und anschliessend in einigen Programmkinos vorgeführt und diskutiert wurde.
Im Frühjahr 2016 gründete Taslimi seine eigene Produktionsfirma TADIG. Er war Produzent und Regisseur des Musikvideos „Für aui Wunder bling“ von Collie Herb und produzierte einige Live-Videos der Plattentaufe von Herbs Album Bambus in der Schützi Olten, Schweiz, wo er auf der Bühne von The Mighty Roots, Jo Elle und La Nefera unterstützt wurde. Taslimi war auch Produzent und Regisseur des Musikvideos Tapout von G-Free feat. Akrobatik.
Im 2017 war Taslimi Produzent und Regisseur des Musikvideos Break your old reflection von LORIA und wurde Betreuer und Kursleiter beim Movie Camp in Basel. Im gleichen Jahr schuf er die Videos der Loopsided-Produktionen Collie Herb & Cali P: Everywhere We Go und Dusty Flavor: You and Me sowie Collie Herbs Be Aware And Share feat. Pyro, Crosby & La Nefera.
Im 2018 produzierte er gemeinsam mit dem Berliner Fotografen und Dokumentarfilmer Matthias Leupold den Dokumentarfilm "Der Fotograf Hugo Jaeggi - Zudem ist der Traum oft Realität genug" (Regie: Matthias Leupold und Jérôme Depierre). Der Film behandelt das Leben und die Arbeit von Hugo Jaeggi.